# Amanda Miller
Amanda Miller, née le 13 décembre 1986 à Burlington, est une coureuse cycliste professionnelle américaine membre de l'équipe Pepper Palace-The Happy Tooth. Elle pratique la route et le cyclo-cross.

## Biographie
Elle joue au basketball dans sa jeunesse. Elle commence à rouler à vélo afin d'entretenir sa forme et court ses premières compétitions en 2005.
Elle réside à Fort Collins.
Durant l'hiver 2012-2013, elle attrape une hernie discale qui l'oblige à rater la première partie de la saison 2013.

## Palmarès sur route

### Par années
- 2009
  - Valley of the Sun Stage Race
- 2010
  - 1re étape du Tulsa Tough
- 2011
  - 5e étape du Tour de Nouvelle-Zélande
  - 1re (contre-la-montre par équipes) et 4e étapes du Tour de Thüringe
  - 1re étape du Tour de Toscane  (contre-la-montre par équipes)
  - 3e du championnat des États-Unis sur route
- 2013
  - Clarendon Cup

### Classement UCI
| Année          | 2011 | 2012 | 2013 | 2014 |
| Classement UCI | 65e  | 92e  | 247e | 263e |

## Palmarès en cyclo-cross
- 2008-2009
  - Cyclo-cross d'Iowa City
- 2010-2011
  - Cyclo-cross d'Iowa City
  - Cyclo-cross de Saint Louis
- 2013-2014
  - Cross After Dark Series #2 - Gateway Cross Cup 1, Saint-Louis
- 2015-2016
  - Nittany Lion Cross #1, Breinigsville
  - Nittany Lion Cross #2, Breinigsville
  - Kingsport Cyclo-cross Cup, Kingsport
- 2016-2017
  - US Open of Cyclocross #1, Boulder City
  - 2e du championnat des États-Unis de cyclo-cross
  - 7e de la Coupe du monde